# ويليام إل. دايتون
ويليام إل. دايتون (بالإنجليزية: William L. Dayton)‏ هو دبلوماسي ومحامي وقاضي وسياسي أمريكي، ولد في 17 فبراير 1807 في الولايات المتحدة، وتوفي في 1 ديسمبر 1864 في باريس في فرنسا. حزبياً، نشط في حزب اليمين والحزب الجمهوري. وقد انتخب سفير وانتخب عضو مجلس الشيوخ الأمريكي.

## روابط خارجية
- ويليام إل. دايتون على موقع الموسوعة البريطانية (الإنجليزية)